# جوزيبي ليو
جوزيبي ليو (بالألمانية: Giuseppe Leo) هو لاعب كرة قدم ألماني، ولد في 30 يناير 1995 في ميونخ في ألمانيا. لعب مع نادي كارلسروه.

## وصلات خارجية
- جوزيبي ليو على موقع قاعدة بيانات كرة القدم.إي يو (الإنجليزية)
- جوزيبي ليو على موقع عالم كرة القدم.نت (الإنجليزية)